# Гаевский, Анджей
Андже́й Гае́вский (пол. Andrzej Gajewski; 29 августа 1964, Сьрем) — польский гребец-байдарочник, выступал за сборную Польши в конце 1980-х — середине 1990-х годов. Участник летних Олимпийских игр в Атланте, серебряный и бронзовый призёр чемпионатов мира, чемпион летней Универсиады, победитель многих регат национального и международного значения. Также известен как тренер по гребле на байдарках и каноэ.

## Биография
Анджей Гаевский родился 29 августа 1964 года в городе Сьреме Великопольского воеводства. Активно заниматься греблей начал в раннем детстве, проходил подготовку в Познани в местном спортивном клубе «Варта».
Первого серьёзного успеха на взрослом международном уровне добился в 1987 году, когда попал в основной состав польской национальной сборной и съездил на летнюю Универсиаду в Загребе, где завоевал золотую медаль в программе байдарок-четвёрок на дистанции 500 метров. В 1989 году побывал на чемпионате мира в болгарском Пловдиве, откуда привёз награду бронзового достоинства, выигранную в зачёте четырёхместных байдарок на дистанции 10000 метров — лучше финишировали только экипажи из СССР и Венгрии. Год спустя выступил на домашнем мировом первенстве в Познани, где в той же четырёхместной десятикилометровой дисциплине стал бронзовым призёром, проиграв на финише лишь четвёрке из Советского Союза.
Благодаря череде удачных выступлений Гаевский удостоился права защищать честь страны на летних Олимпийских играх 1996 года в Атланте — стартовал здесь в одиночках на дистанции 1000 метров, дошёл до финала и в решающем заезде показал на финише шестой результат, немного не дотянув до призовых позиций. Вскоре по окончании этих соревнований принял решение завершить карьеру профессионального спортсмена, уступив место в сборной молодым польским гребцам. Впоследствии работал тренером по гребле на байдарках и каноэ.